# Mali Iunacikî, Krasîliv
Mali Iunacikî (în ucraineană Малі Юначки) este un sat în comuna Kremenciukî din raionul Krasîliv, regiunea Hmelnîțkîi, Ucraina.

## Demografie
Componența lingvistică a localității Mali Iunacikî
     Ucraineană (98,87%)
     Rusă (1,13%)
Conform recensământului din 2001, majoritatea populației localității Mali Iunacikî era vorbitoare de ucraineană (98,87%), existând în minoritate și vorbitori de rusă (1,13%).